# Roxanne Dunbar-Ortiz
Roxanne Dunbar-Ortiz (San Antonio, Texas; 10 de septiembre de 1939) es una activista, historiadora y escritora feminista estadounidense.

## Biografía
Natural de San Antonio (Texas), de una familia de Oklahoma, creció en Oklahoma central. Su padre es aparcero. En cuanto a su madre, cree que era de origen mixto, siendo en parte amerindia. Tiene una hija, Michelle.
Su abuelo paterno, un colono de origen escocés-irlandés, fue agricultor, veterinario, activista sindical y miembro del Partido Socialista de EE. UU. de Oklahoma y de los Trabajadores Industriales del Mundo ('IWW'), los "Wobblies". Su padre lleva el nombre de los líderes de los Trabajadores Industriales del Mundo: Moyer Haywood Pettibone Scarberry Dunbar. Las historias de su padre sobre su abuelo la inspiraron al activismo de justicia social de por vida.
Casada a los 18 años, ella y su esposo se mudaron tres años después a San Francisco, lugar donde Roxanne Dunbar ha vivido desde entonces la mayor parte de los años. Más tarde, su matrimonio terminó y se divorció de su marido. Más tarde se casó con el escritor Simon J. Ortiz.
Roxanne Dunbar narra su vida en "Red Dirt: Growing Up Okie" hasta el momento en que dejó Oklahoma.

## Educación
En 1963 se graduó por la Universidad Estatal de San Francisco, con especialización en historia. Comenzó sus estudios de posgrado en el Departamento de Historia de la Universidad de California (Berkeley), pero fue transferida a la Universidad de California, Los Ángeles. Ahí defendió, en 1974, una tesis para completar su doctorado en historia. Además del doctorado, completó en 1983 el diploma de "Leyes internacionales de derechos humanos", en el Instituto Internacional de Derechos Humanos (Estrasburgo, Francia); y, en 1993, un MFA en "escritura creativa" en Mills College (Oakland, California).

## Activismo
De 1967 a 1974, fue activista de tiempo completo en varias partes de EE. UU. viajando a Europa, México y Cuba. También, es una veterana del  Movimiento de liberación de mujeres. Outlaw Woman: Memoir of the War Years (Mujer proscrita: memorias de los años de guerra) describe esa época de su vida, relatando los años desde 1960 a 1975.
Contribuyó con la pieza "Female liberation as the basis for social revolution" ("La liberación femenina como base de la revolución social"), a la antología de 1970 Hermandad Poderosa: antología de escritos del movimiento de liberación de mujeres, editado por Robin Morgan.
En 1974, aceptó un contrato como profesora asistente en el recién establecido Programa de Estudios nativos norteamericanos en la Universidad Estatal de California en Hayward, cerca de San Francisco, y ayudó a desarrollar el Departamento de Estudios étnicos, tanto como en Estudios de la mujer. En 1973, a raíz de los incidentes de Wounded Knee, fue activista en el Movimiento Indio Norteamericano (AIM por el acrónimo en inglés) y el "International Indian Treaty Council" (Consejo Internacional de Tratados Indios), comenzando un compromiso de por vida con los derechos de las Naciones originarias al derecho de autodeterminación y al derecho internacional de los derechos humanos.
Su primer libro, publicado en 1977, The Great Sioux Nation: An Oral History of the Sioux Nation and its Struggle for Sovereignty (La Gran Nación Sioux: Una Historia Oral de la Nación Sioux y su Lucha por la Soberanía), se presentó como documento fundamental en la "Primera Conferencia Internacional sobre los Originarios de América", celebrada en la sede de las Naciones Unidas, en Ginebra, Suiza. El libro fue publicado en una nueva edición por "University of Nebraska Press", en 2013. Le siguieron otros dos libros:
- 1880. Roots of Resistance: A History of Land Tenure in New Mexico,

- 1984. Indians of the Americas: Human Rights and Self-Determination.

También editó dos antologías sobre el desarrollo económico de los nativos norteamericanos, mientras dirigía el "Instituto para el Desarrollo Nativo Norteamericano", en la Universidad de Nuevo México.
En su obra La historia popular indígena de Estados Unidos, condena la doctrina del descubrimiento y el colonialismo que devastó a las naciones amerindias de EE. UU. Ella compara tales formas de intolerancia religiosa con las conquistas modernas de al-Qaeda. Afirma que gran parte de la tierra actual de EE. UU. se tomó con agresión y opresión: "los pueblos nativos tienen vastas reclamaciones de reparaciones y restitución", pero "ninguna cantidad de dinero puede compensar las tierras ilegalmente incautadas, particularmente las sagradas". Tierras necesarias para que los pueblos indígenas recuperen la coherencia social".
En 1981, se le pidió visitar la sandinista Nicaragua para evaluar la situación de la tenencia de la tierra de la nación miskita en la región noreste del país. Sus dos viajes allí de ese año coincidieron con el inicio del patrocinio del gobierno de EE. UU. de una guerra subsidiaria para derrocar a los sandinistas, con la región noreste en la frontera con Honduras convirtiéndose en una zona de guerra y la base para una extensa propaganda del gobierno de Reagan contra los sandinistas. En más de cien viajes a Nicaragua y Honduras de 1981 a 1989, supervisó lo que se llamó la guerra de los Contra, sobre la que habla en dos de sus obras:
- 1985. Caught in the Crossfire: The Miskitu Indians of Nicaragua (Atrapados en el fuego cruzado: la nación miskito de Nicaragua),

- 2005. Blood on the Border: A Memoir of the Contra War (Sangre en la frontera: una memoria de la guerra de los contras).[6]

Aparece en She's Beautiful When She's Angry, película de historia feminista.
Es profesora emérita de Estudios Étnicos en la Universidad Estatal de California en Hayward. Desde que se retiró de la docencia universitaria ha dado conferencias y trabajado como escritora.

## Honores

### Galardones y distinciones
- 2017: la Fundación Lannan, la galardonó con el Premio Dunbar-Ortiz a la Libertad Cultural, "por los logros de su vida de trabajo incansable".[10]

## Obra

### Algunas publicaciones
En inglés
- Loaded: A Disarming History of the Second Amendment. San Francisco: City Lights Books, 2018. ISBN 9780872867239, OCLC 974677108
- An Indigenous People's History of the United States (La historia popular indígena de Estados Unidos. New York: Beacon, 2014. ISBN 9780807057834, OCLC 898228330. Ed. español 2019. La historia indígena de Estados Unidos, Capitán Swing.
- The Great Sioux Nation: Sitting in Judgment on America (Random House, 1977), OCLC 12567161; (University of Nebraska Press, 2013). ISBN 9780803244832, OCLC 816026656
- Roots of Resistance: Land Tenure in New Mexico, 1680–1980. Berkeley: University of California, 1980; nueva edición, Norman: University of Oklahoma Press, 2007. ISBN 9780806138336, OCLC 82473104
- Red Dirt: Growing Up Okie. Verso, junio de 1997; nueva edición, Norman: University of Oklahoma Press, 2006. ISBN 9780806137759, OCLC 907147398
- Blood on the Border: Memoir of the Contra War. Boston: South End Press, 2005. ISBN 9780806153841, OCLC 947955776
- Outlaw Woman: A Memoir of the War Years, 1960–75. San Francisco: City Light Books, 2002. ISBN 9780806144795, OCLC 889868088
- Indigenous Peoples: A Global Quest for Justice. (ed.) A Report for the Independent Commission on International Humanitarian Issues, Ginebra. Londres: Zed Press, 1987.
- The Miskito Indians of Nicaragua: Caught in the Crossfire. Londres: Minority Rights Group, 1988. ISBN 9780946690596, OCLC 924840272
- La Cuestión Mískita en la Revolución Nicaragüense. México D.F.: Editorial Línea, 1986.
- Indians of the Americas: Human Rights and Self-Determination. Londres: Zed Press; New York: Praeger, 1984. ISBN 9780030009143, OCLC 393606660
- Native American Energy Resources and Development. (ed.) Albuquerque: Institute for Native American Development (INAD), Universidad de Nuevo México, 1980. ISBN 9780934090025, OCLC 7584489
- Economic Development in American Indian Reservations. (ed.) Albuquerque: INAD, Universidad de Nuevo México, 1979.

En español
- 2019 - La historia indígena de Estados Unidos. Editorial Capitán Swing, ISBN 9788494966705.[11]